# Flaskegræskar
Flaskegræskar (Lagenaria) er en slægt i familien græskar-familien med seks arter fra tropiske områder.
| Botanik | Spire Denne botanikartikel er en spire som bør udbygges. Du er velkommen til at hjælpe Wikipedia ved at udvide den. |